# Anagé
Anagé là một đô thị thuộc bang Bahia, Brasil. Đô thị này có diện tích 1852,55 km², dân số năm 2007 là 25562 người, mật độ 13,8 người/km².